# Cronologia da história de Macau
As seguintes tabelas descrevem os principais acontecimentos que marcam a História de Macau, por ordem cronológica.

## Antes do século XVI
| Século         | Evento(s) |
| -------------- | --- |

Templo de Kun Iam

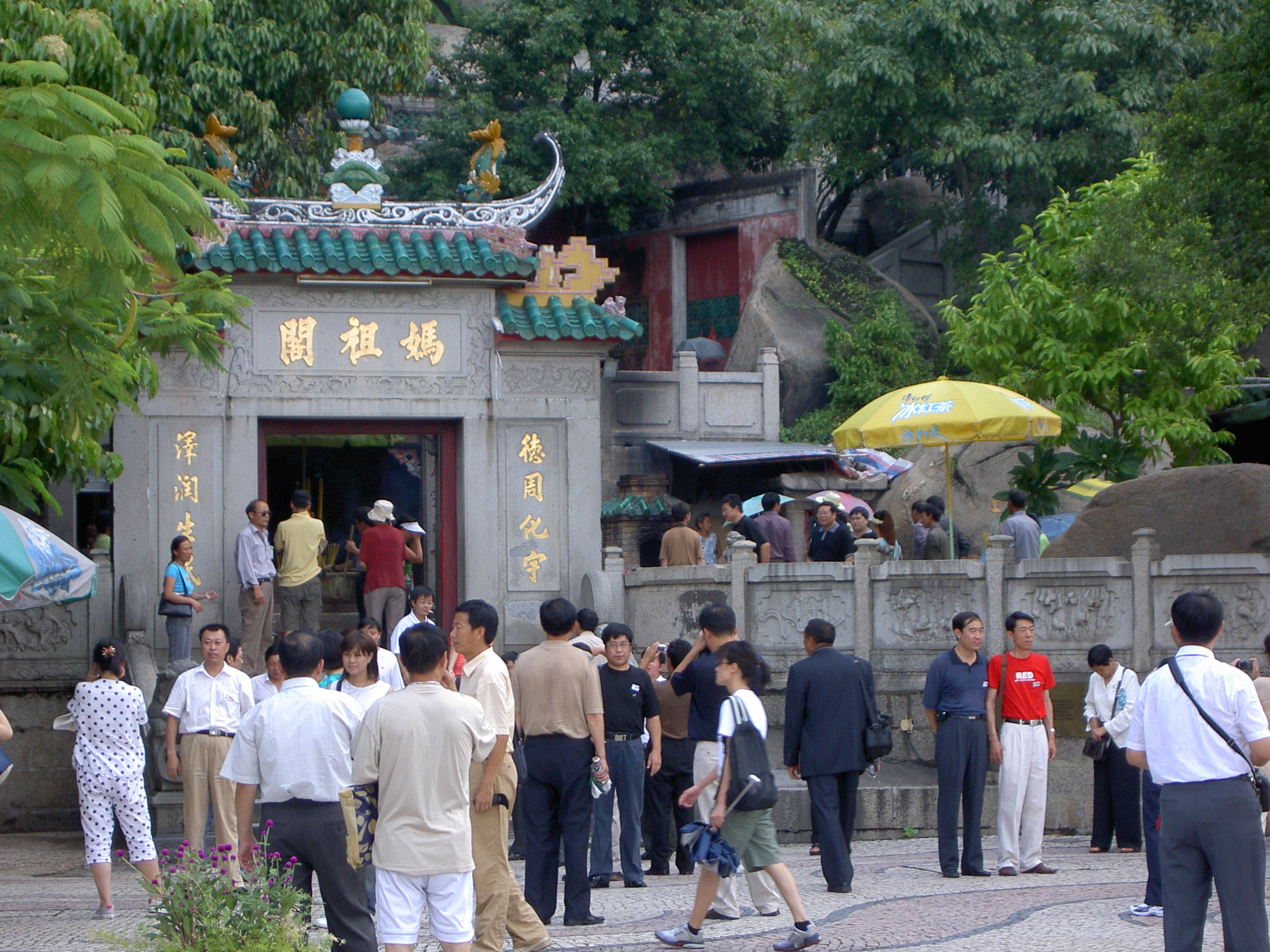
Templo de A-Má

| ~ XL a XX a.C. | - Provável início do estabelecimento de habitantes chineses em Macau |
| ~ V d.C.       | - Navios mercantes chineses de Cantão que comerciavam com povos do Sudeste Asiático começaram a parar muitas vezes em Macau ou perto dele para se abastecerem de água e de comida.                                                   |
| XIII           | - Chegada a Macau de muitos apoiantes da Dinastia Sung, fugindo dos invasores mongóis. - O Templo de Kun Iam, considerado como o templo mais antigo de Macau, foi construído em Mong-Há (localizado no Norte da Península de Macau). |
| XIV a XVI      | - Durante a Dinastia Ming, grupos de pescadores oriundos de Cantão e de Fujian estabeleceram-se em Macau e foram eles que construíram o famoso Templo de A-Má.                                                                       |

## Século XVI
| Ano          | Evento(s) |
| ------------ | --- |

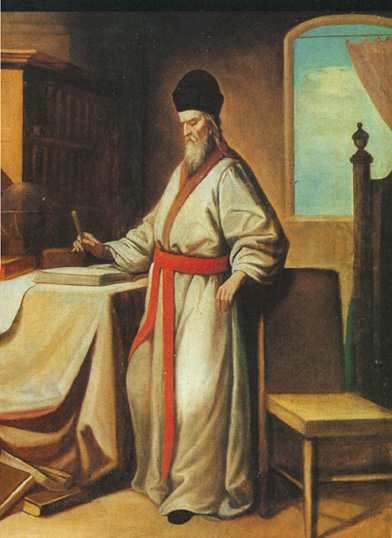
Matteo Ricci, um célebre missionário católico jesuíta que, tal como muitos outros missionários, usou Macau como ponto de partida para a China.

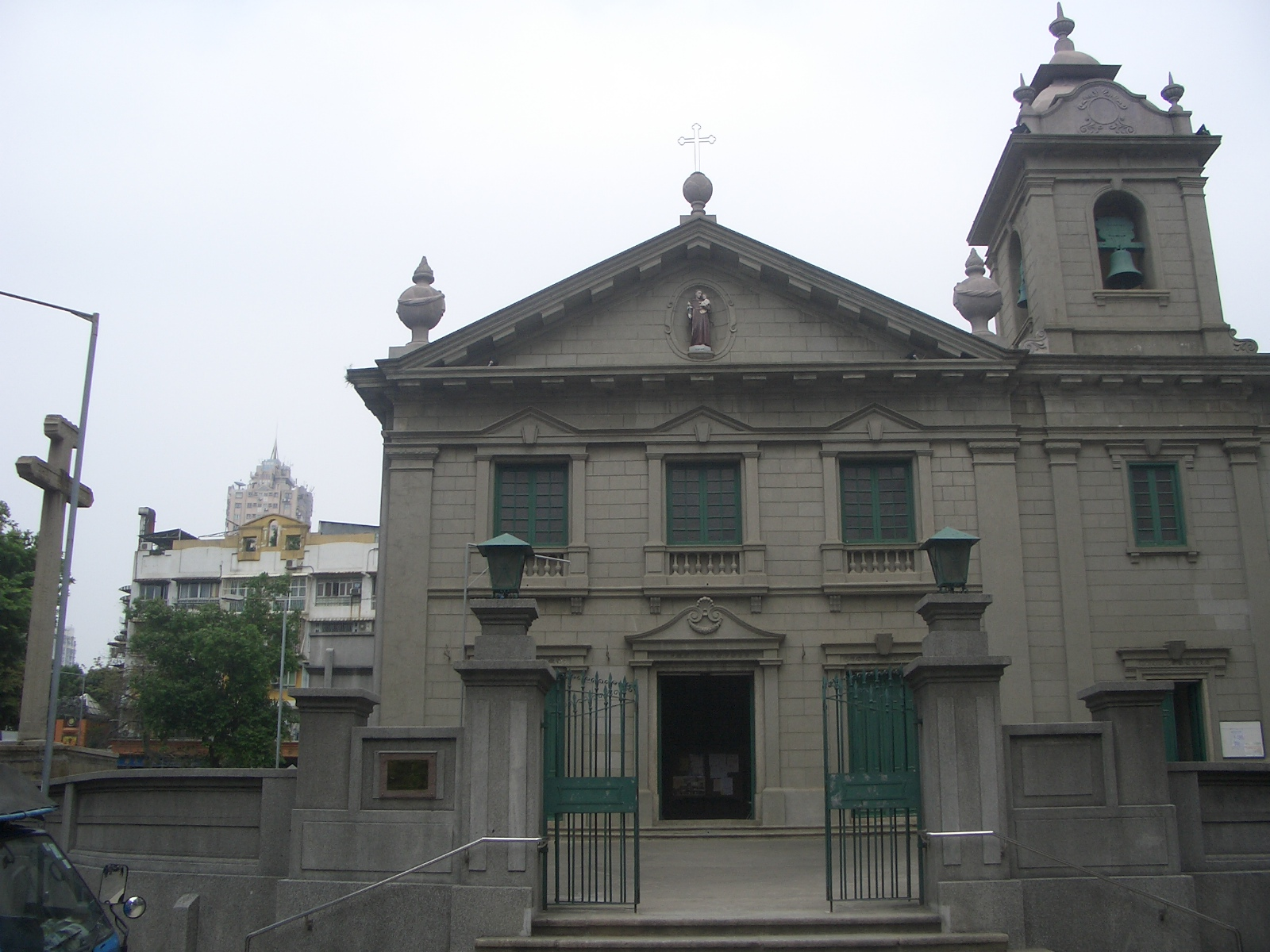
Igreja de Sto. António, cujos últimos restauros ocorreram em 1940.

| 1513         | - Jorge Álvares é o primeiro português a alcançar o Sudeste da China, mais precisamente o porto chinês de Tamau. - O começo da frequência e do estabelecimento, muitas vezes ilegal e provisoriamente, de comerciantes e navegadores portugueses nesta zona.                                                                                        |
| 1517         | - O Imperador chinês proibiu o comércio com os portugueses, mas, apesar disso, os mandarins da zona do delta do Rio das Pérolas, subornados pelos portugueses, permitiu, ilegalmente, aos últimos instalarem-se na ilha de Sanchoão para continuarem o seu negócio.                                                                                 |
| 1542         | - Os portugueses estabeleceram-se em Liam Pó. |
| 1545         | - Cerca de 3000 portugueses, por imprudência dum dos moradores, foram expulsos de Liam Pó por 60 mil chineses. |
| 1553 ou 1554 | - Os portugueses desembarcaram (ilegalmente) pela primeira vez em Macau, sob o pretexto de secar a sua carga. |
| 1557         | - Os portugueses foram autorizados pelas autoridades chinesas a estabelecerem-se permanentemente em Macau e foi-lhes concedido um considerável grau de autogovernação. Eles rapidamente sedentarizaram-se, construindo uma povoação no Sul da Península de Macau.                                                                                   |
| 1557 a 1565  | - Início e conclusão da construção das Igrejas de S. Lourenço, de S. Lázaro, de Sto. António e da Madre de Deus. Esta última foi construída em anexo ao Colégio de S. Paulo, considerado como a primeira instituição universitária de tipo ocidental no Oriente e fundado pelos jesuítas.                                                           |
| 1569         | - Fundação da Santa Casa da Misericórdia, a primeira instituição europeia de beneficência e de caridade em Macau, por D. Belchior Carneiro Leitão SJ. |
| 1573         | - Os portugueses começaram a serem obrigados de pagarem o aluguer anual de Macau e certos impostos chineses, visto que as autoridades chinesas defendiam que Macau fazia ainda parte do Império chinês. Possivelmente neste ano, as Portas do Cerco foi construída para separar Macau da China Continental, por incentivo das autoridades chinesas. |
| 1576         | - Foi criada a Diocese de Macau, no dia 23 de Janeiro. |
| 1580         | - A Espanha anexou Portugal - Foi criado o cargo de Ouvidor, o primeiro magistrado enviado por Lisboa para Macau, sob o pretexto de pôr fim às rivalidades existentes na povoação. |
| 1583         | - Fundação do Leal Senado, um organismo municipal e senatorial para tratar dos assuntos e problemas quotidianos de Macau. É considerado o símbolo da autoridade e do poder local. |
| 1586 ou 1587 | - Macau foi elevado a cidade, sob a designação de "Cidade do (Santo) Nome de Deus de Macau", nome que reteve até 1999. |

## Século XVII
| Ano         | Evento(s) |
| ----------- | --- |

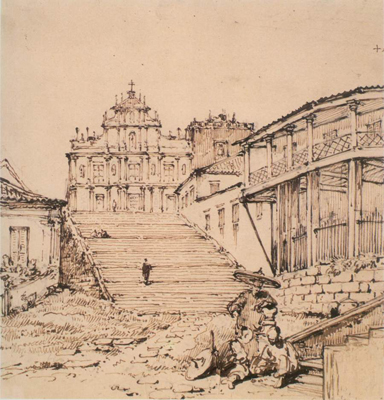
Uma pintura da autoria de George Chinnery (1774—1852), representando a Igreja da Madre de Deus, onde se destaca a sua imponente fachada e escadaria.

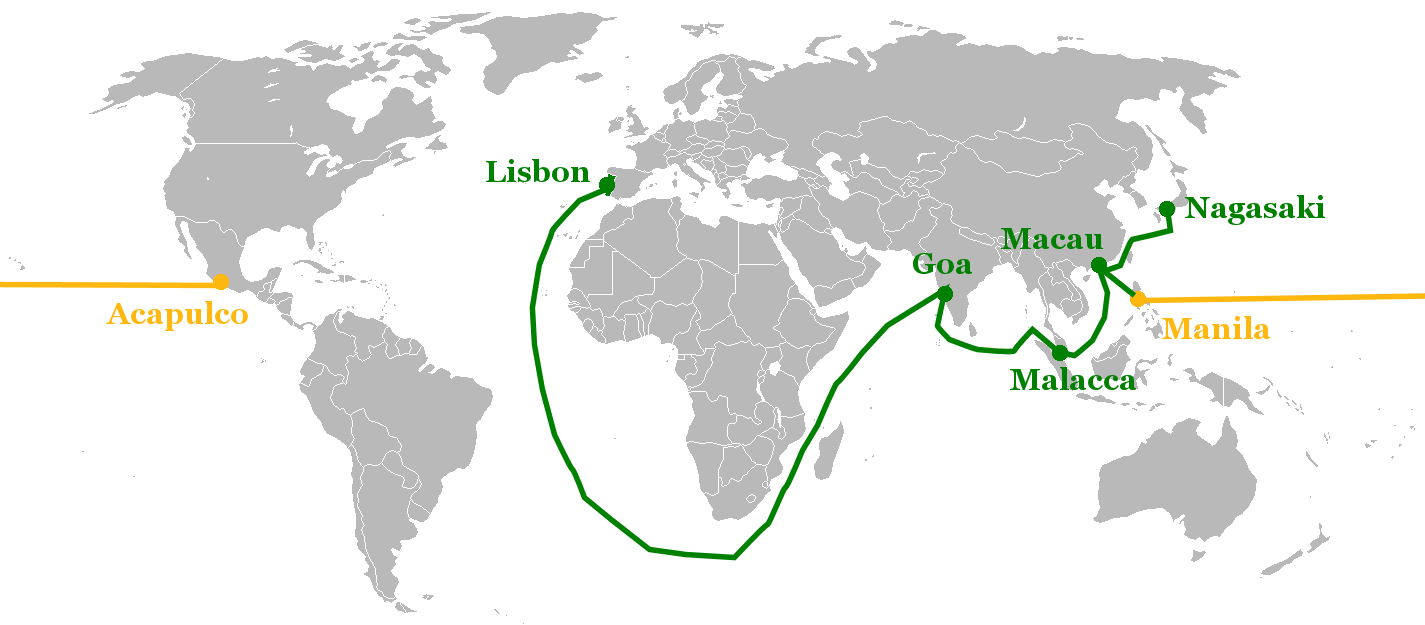
Mapa onde mostra Macau e a sua posição nas principais rotas comerciais portuguesas e espanholas, no seu período mais próspero (finais do século XVI e princípios do século XVII).

| 1595 a 1602 | - Período considerado por alguns como o apogeu da "idade de ouro" da Cidade de Macau, alcançada à custa do seu papel de entreposto comercial no Extremo Oriente. - Conclusão da reconstrução da Igreja da Madre de Deus, mas a sua imponente fachada só foi concluída em 1640.                         |
| 1622        | - A mais famosa das tentativas (todas elas falhadas) de invasão holandesa, ocorrida entre os dias 22 e 24 de Junho. O dia da vitória (24 de Junho) tornou-se desde então o Dia da Cidade de Macau, feriado mantido até 1999.                                                                           |
| 1623        | - A chegada do primeiro Governador de Macau, embora tal facto não afectasse a grande autonomia e o papel fundamental na administração da Cidade desempenhado pelo Leal Senado. |
| 1638 a 1639 | - Os portugueses foram expulsos do Japão, pondo fim ao lucrativo comércio "Macau-China-Japão", abalando fortemente a economia da Cidade. |
| 1648        | - Estabelecimento de um posto militar com 500 soldados chineses na aldeia de Qianshan (chamado pelos portugueses de "Casa Branca"), muito próxima das Portas do Cerco, para vigiar a Cidade de Macau.                                                                                                  |
| 1654        | - O Rei D. João IV, após de restaurar a independência e soberania de Portugal no ano de 1640, concedeu a Macu o título NÃO HÁ OUTRA MAIS LEAL. A partir daí, o nome oficial da Cidade de Macau, durante a administração portuguesa, é CIDADE DO (SANTO) NOME DE DEUS DE MACAU, NÃO HÁ OUTRA MAIS LEAL. |
| 1685        | - Fim do monopólio dos portugueses no comércio com a China, abalando mais ainda Macau, que já sofria muitas dificuldades económicas. |
| 1688        | - As autoridades chinesas estabeleceram em Macau uma alfândega chinesa, o "Ho-pu". |

## Século XVIII
| Ano  | Evento(s) |
| ---- | --- |

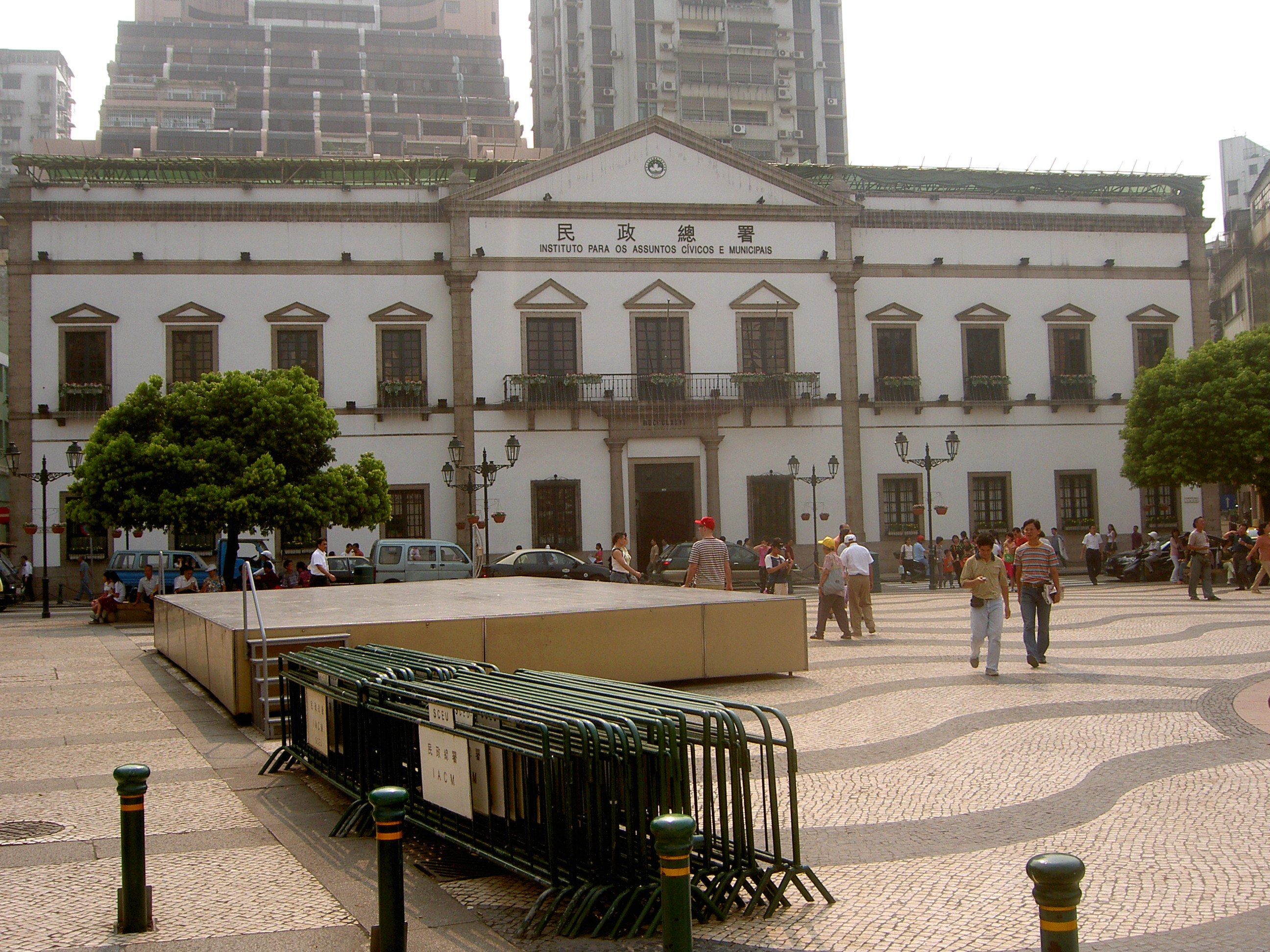
O Edifício do Leal Senado.

| 1728 | - Criação do Seminário de São José pelos jesuítas. |
| 1736 | - As autoridades chinesas impuseram um mandarim residente permanentemente em Macau, sob a designação de "tchó-t'óng" (ou Tso-tang). |
| 1760 | - Os comerciantes europeus não-portugueses começaram a formar pequenas mas abastadas comunidades em Macau, devido ao levantamento das restrições de comércio e residência aos estrangeiros pelas autoridades de Macau. Esta cidade tornou-se então no posto avançado da Europa na China. |
| 1762 | - A expulsão dos jesuítas de Macau. Eles contribuíram muito para o desenvolvimento, principalmente nas áreas de cultura e educação, de Macau e para a evangelização no Extremo Oriente.                                                                                                  |
| 1783 | - Através das providências régias (ou reais), o Governador viu os seus poderes e funções aumentarem, em detrimento do Leal Senado. |
| 1784 | - Foi criada uma alfândega portuguesa em Macau. - O Edifício do Leal Senado foi construído para albergar o Leal Senado. |
| 1797 | - O Tso-Tang, que reside no Norte da Península de Macau, passou a exercer plena autoridade. |

## Século XIX

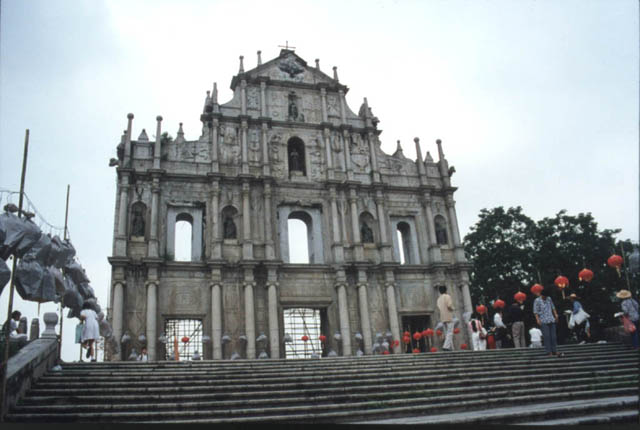
Ruínas da antiga Igreja da Madre de Deus.

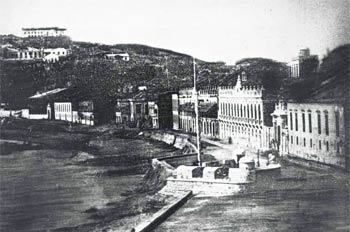
Uma das primeiras fotografias de Macau. Foi tirada em 1844 por Jules Itier.

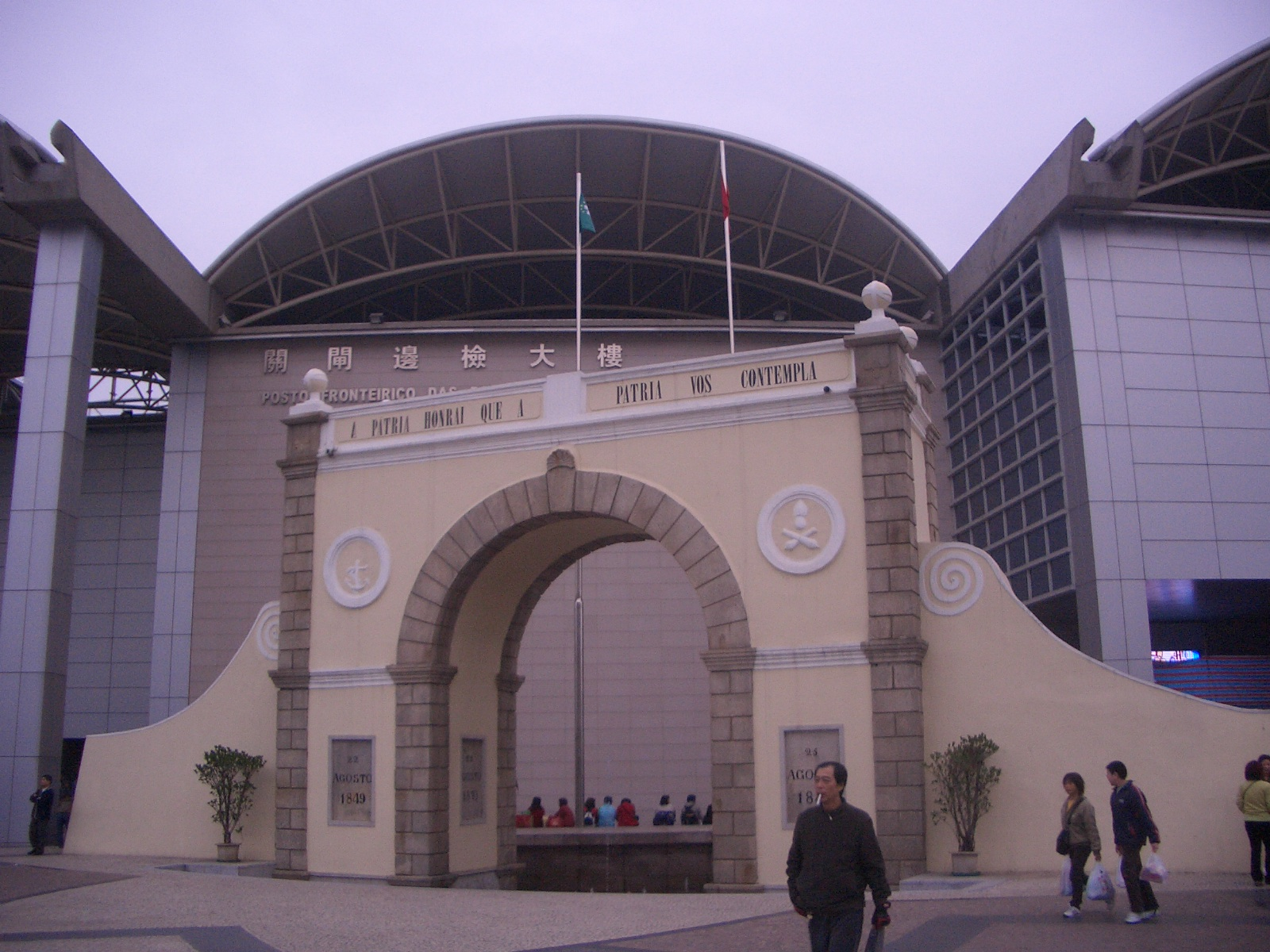
O Arco das Portas do Cerco (edifício de cor amarela), inaugurado em 1871 pelo Governo de Macau, onde estão gravadas as datas do assassínio do Governador (22 de Agosto de 1849) e da Batalha do Passaleão (25 de Agosto de 1849).

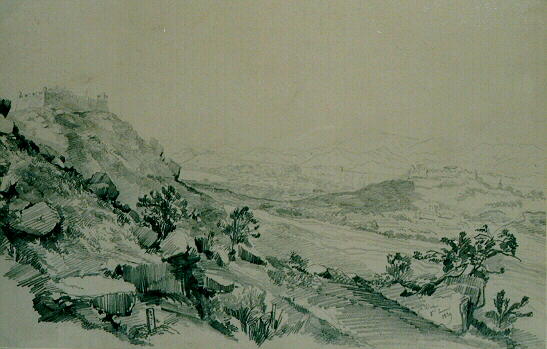
Vue générale de Macao, uma pintura sobre Macau do século XIX, da autoria de Auguste Borget (1808-1877).

| 1807        | - Robert Morrison chegou em Macau, tornando-se assim no primeiro missionário protestante nesta cidade. |
| 1834        | - O Leal Senado foi reduzido a uma mera câmara municipal, perdendo assim a sua antiga glória e poder. |
| 1835        | - A Igreja da Madre de Deus e o adjacente Colégio de São Paulo foram destruídos por um violento incêndio. Só restou a imponente fachada da Igreja, que tornou-se uma parte das actuais Ruínas de São Paulo. |
| 1841        | - A importância do porto de Macau foi reduzida drasticamente, quando Hong Kong se tornou numa colónia britânica e, mais tarde, no porto ocidental mais importante na China. |
| 1844        | - Reafirmação do Governador como o principal órgão político-administrativo da Cidade, pondo oficialmente fim à autoridade e às esperanças de recuperação de poder do Leal Senado. - Macau foi ingressado finalmente na organização administrativa ultramarina portuguesa, formando uma província ultramarina autónoma conjunta com Timor Português e Solor.                                                                                               |
| 1845        | - Portugal declarou Macau um porto franco. |
| 1846 a 1849 | - O Governador João Ferreira do Amaral ordenou o fim do pagamento do aluguer anual e dos impostos chineses e a expulsão dos mandarins de Macau. - João Amaral ordenou também a abolição, em 1849, da alfândega chinesa (o Ho-pu) e da alfândega portuguesa. - Este corajoso governador acabou por ser assassinado pelos chineses, no dia 22 de Agosto de 1849 - Batalha do Passaleão, que ocorreu no dia 25 de Agosto de 1849, perto das Portas do Cerco. |
| Anos 50     | - Início da legalização do Jogo, levado a cabo pelo Governador Isidoro Francisco Guimarães. |
| 1851        | - Ocupação total da Taipa pelos portugueses. |
| 1862        | - Assinatura do "Tratado de Tianjin" pelos chineses, no qual reconhecia que Macau era uma colónia portuguesa. |
| 1864        | - O Tratado de Tianjin não foi ratificado pelos chineses, porque estes defendiam que Macau não podia deixar de ser considerado um território chinês. - Ocupação de Coloane pelos portugueses. |
| 1865        | - Construção do Farol da Guia, o primeiro farol do mar do Sul da China. |
| 1871        | - Inauguração do Arco das Portas do Cerco. |
| 1883        | - Macau tornou-se numa província ultramarina conjunta com Timor Português em relação a Goa. |
| 1887        | - O "Tratado de Amizade e Comércio Sino-Português", que reconhecia e legitimizava a ocupação perpétua de Macau pelos portugueses, foi firmado com as autoridades chinesas. Mas, ainda não foi feita a demarcação de fronteiras de Macau. |
| 1890        | - Ocupação oficial da Ilha Verde pelas autoridades portuguesas. |
| 1893        | - Criação do Liceu de Macau, uma importante instituição de ensino de língua portuguesa. |
| 1896        | - Timor Português desmembra-se da Província de Macau. |

## Século XX

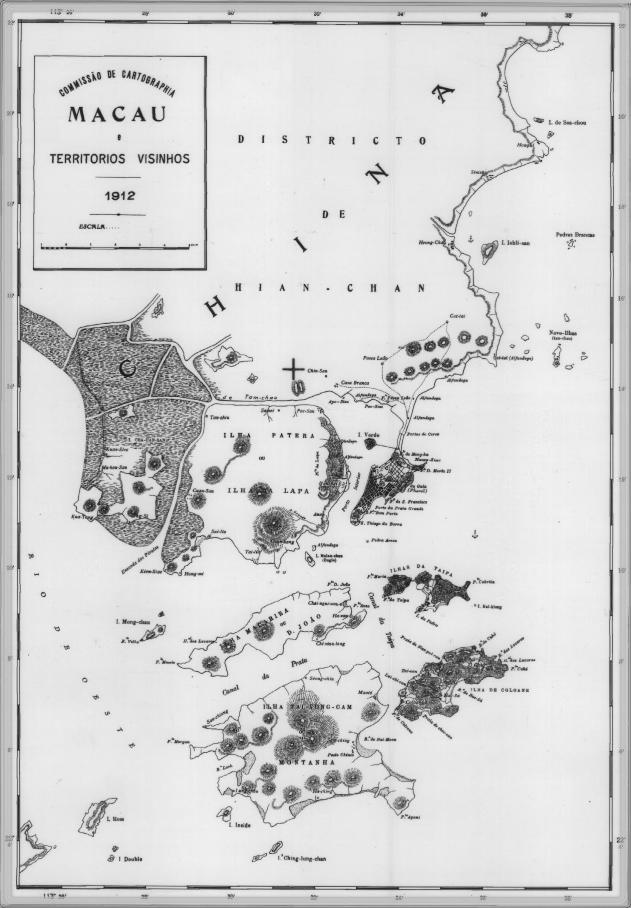
Mapa da Colónia Portuguesa de Macau (composta pela Península de Macau, ilhas da Taipa e de Coloane) emitida em 1912. A oeste dela localiza-se as ilhas de Lapa, Dom João e Montanha.

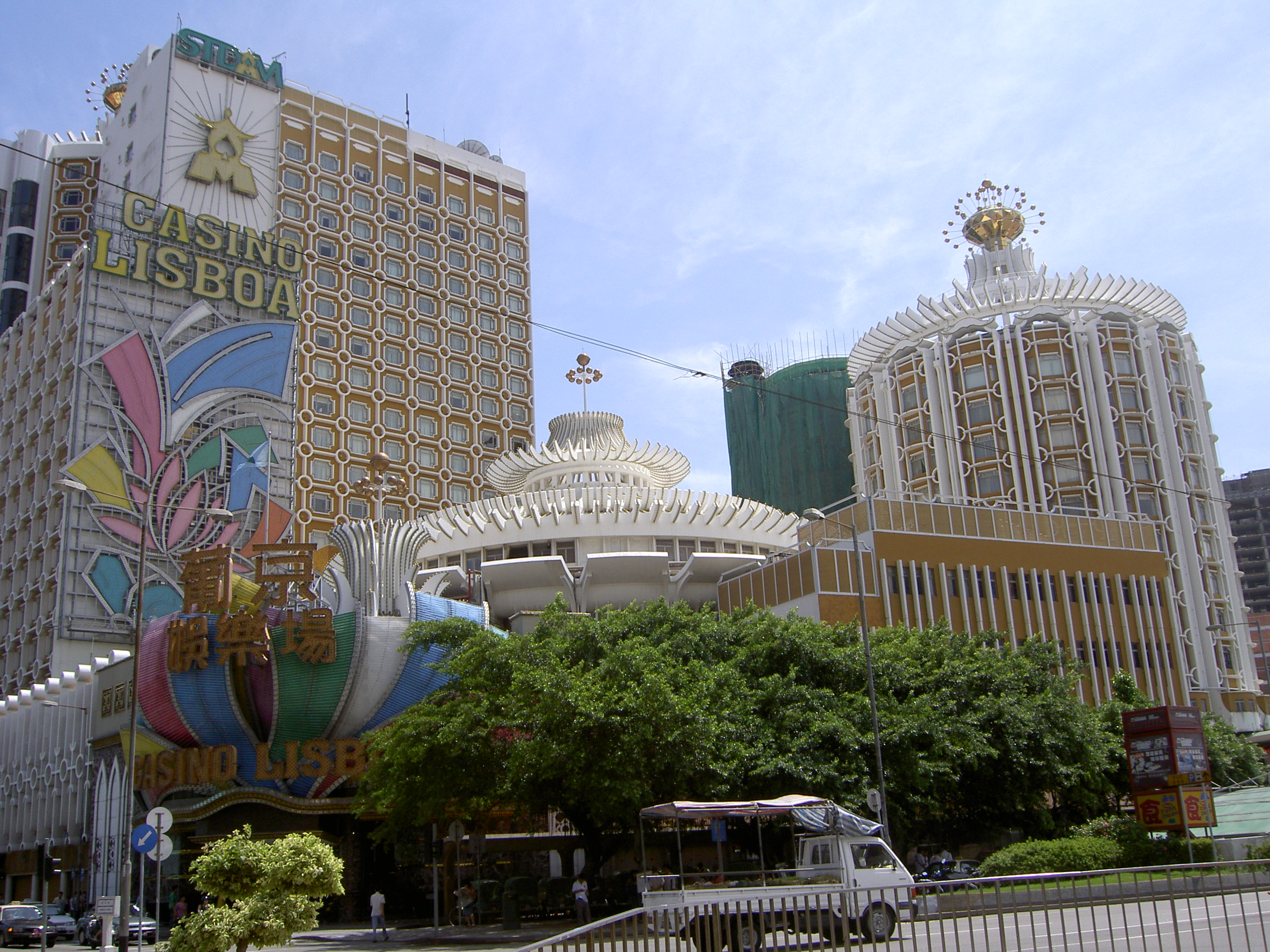
Hotel e Casino Lisboa de Macau, um dos maiores casinos de Macau e de Stanley Ho.

| 1901        | - O Governo de Macau, querendo criar a sua própria moeda oficial, autorizou o Banco Nacional Ultramarino (BNU) a emitir notas com a denominação de patacas. |
| 1906 a 1907 | - As primeiras notas impressas de patacas começaram a entrar em circulação. |
| 1923        | - Devido aos aterros, a Ilha Verde foi totalmente absorvida pela Península de Macau. |
| 1928        | - Foi criado o Concelho das Ilhas, após a extinção do Comando Militar da Taipa e Coloane, que outrora administrava militarmente as Ilhas. |
| 1938        | - Ocupação oficial portuguesa das ilhas de Lapa, Dom João e Montanha, anteriormente já frequentadas por missionários e religiosos portugueses e já semi-protegidas pelas autoridades portuguesas de Macau. |
| 1939 a 1945 | - Segunda Guerra Mundial em Macau. Esta cidade manteve-se neutra. - Em 1940, as obras de restauro do Edifício do Leal Senado foram concluídas, tomando o seu actual aspecto. - Em 1941, as ilhas de Lapa, Dom João e Montanha foram ocupados pelos japoneses. No final da Guerra, em 1945, os portugueses não conseguiram reocupá-las, sendo por isso restituídas à China. |
| 1951        | - Macau tornou-se numa província ultramarina, deixando de ser uma colónia. |
| 1952        | - Deu-se o Incidente das Portas do Cerco. |
| 1954        | - Foi realizado a 1ª edição anual do Grande Prémio de Macau. |
| 1962        | - Foi concedido o monopólio no sector do Jogo para a companhia chinesa de Stanley Ho, a Sociedade de Turismo e Diversões de Macau (STDM). |
| 1966        | - Motim 1-2-3, ocorrido no dia 3 de Dezembro e efectuado por chineses pró-comunistas inspirados pela Revolução Cultural de Mao Tsé-tung. |
| 1967        | - Como consequência do Motim 1-2-3, Portugal renunciou a sua ocupação perpétua sobre Macau e reconheceu o poder e o controlo de facto dos chineses sobre Macau, marcando o princípio do fim do período colonial desta cidade. |
| 1968        | - Inaugurou-se o istmo de Cotai (ou istmo de Taipa-Coloane). |
| 1970        | - Abertura do Hotel e Casino Lisboa, propriedade da STDM e considerado o primeiro casino de grande escala em Macau. |
| 1974        | - Deu-se a Revolução dos Cravos, em Portugal. - Inaugurou-se a Ponte Governador Nobre de Carvalho, a primeira ponte que liga a Península de Macau à Taipa. - Foi proposta o retorno imediato de Macau à República Popular da China, mas ela rejeitou, tendo apelado a negociações para uma transferência harmoniosa. |
| 1975        | - Retirada da guarnição militar portuguesa, com a extinção do Comando Territorial Independente de Macau (CTIM). Os militares que quiseram ficar em Macau foram depois incorporados nas Forças de Segurança de Macau (FSM). |
| 1976        | - Promulgação do Estatuto Orgânico de Macau, que trouxe transformações significativas no campo político de Macau, como por exemplo a remodelação e democratização parcial da Assembleia Legislativa de Macau. - Macau passou a ter o estatuto especial de "território chinês sob administração portuguesa". |
| 1981        | - Criação da Universidade de Macau. |
| 1982        | - Fundação da Teledifusão de Macau S.A.R.L.. |
| 1987        | - Assinatura da Declaração Conjunta Sino-Portuguesa sobre a Questão de Macau no dia 13 de Abril por Portugal e pela República Popular da China. |
| 1988        | - Foi ordenado o primeiro Bispo de etnia chinesa da Diocese de Macau. D. Domingos Lam Ka-tseung. Todos os seus antecessores eram de etnia portuguesa. |
| 1993        | - A Lei Básica da RAEM, o documento com força constitucional na futura Região Administrativa Especial de Macau (RAEM), foi aprovada e promulgada no dia 31 de Março pela Assembleia Popular Nacional da República Popular da China. |
| 1994        | - Inauguração da Ponte de Amizade, a segunda ponte a ligar a Península de Macau à Taipa. |
| 1995        | - Inauguração do Aeroporto Internacional de Macau. - O Banco da China passou também a ser responsável pela emissão de notas. |
| 1998        | - Criação da Escola Portuguesa de Macau, com o objectivo de ser a herdeira de várias instituições de ensino de língua portuguesa existentes em Macau, de entre os quais o Liceu de Macau. |
| 1999        | - Transferência de soberania de Macau para a República Popular da China, ocorrido nos primeiros momentos da madrugada do dia 20 de Dezembro. - Macau passou a ser uma Região Administrativa Especial chinesa, dotada de uma elevada autonomia, sob o nome oficial de: Região Administrativa Especial de Macau da República Popular da China. - A Lei Básica da RAEM entrou em vigor. - Abolição dos municípios de Macau e do cargo de Governador de Macau. - Edmund Ho Hau-wah foi nomeado como o primeiro Chefe do Executivo de Macau. - Foi colocada em Macau uma guarnição de tropas do Exército de Libertação Popular da República Popular da China. - Extinção do Liceu de Macau. |

## Século XXI

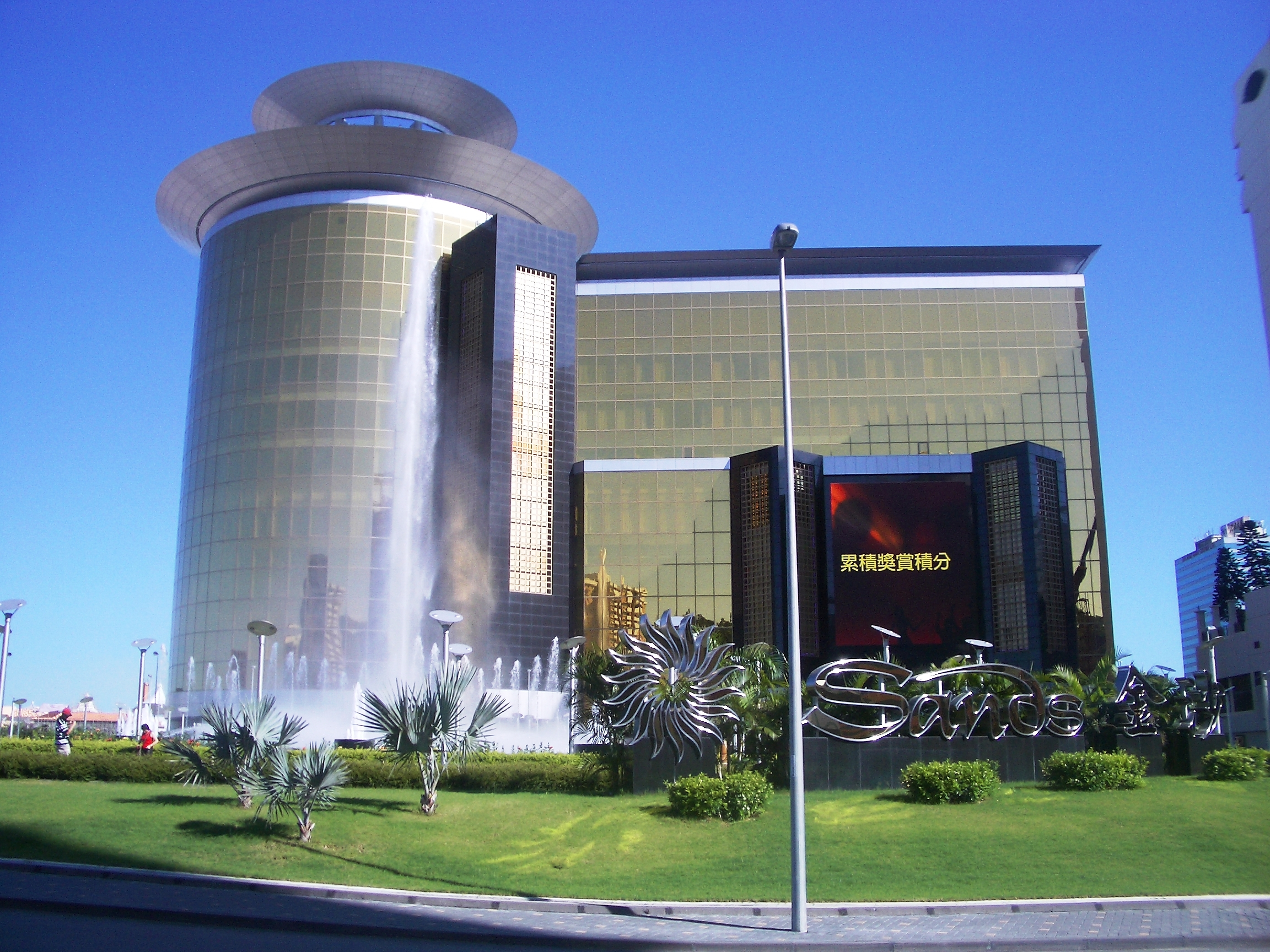
Um dos muitos novos casinos de Macau. Representa uma nova era de crescimento económico para Macau, sustentado pelos sectores do Jogo e do turismo.

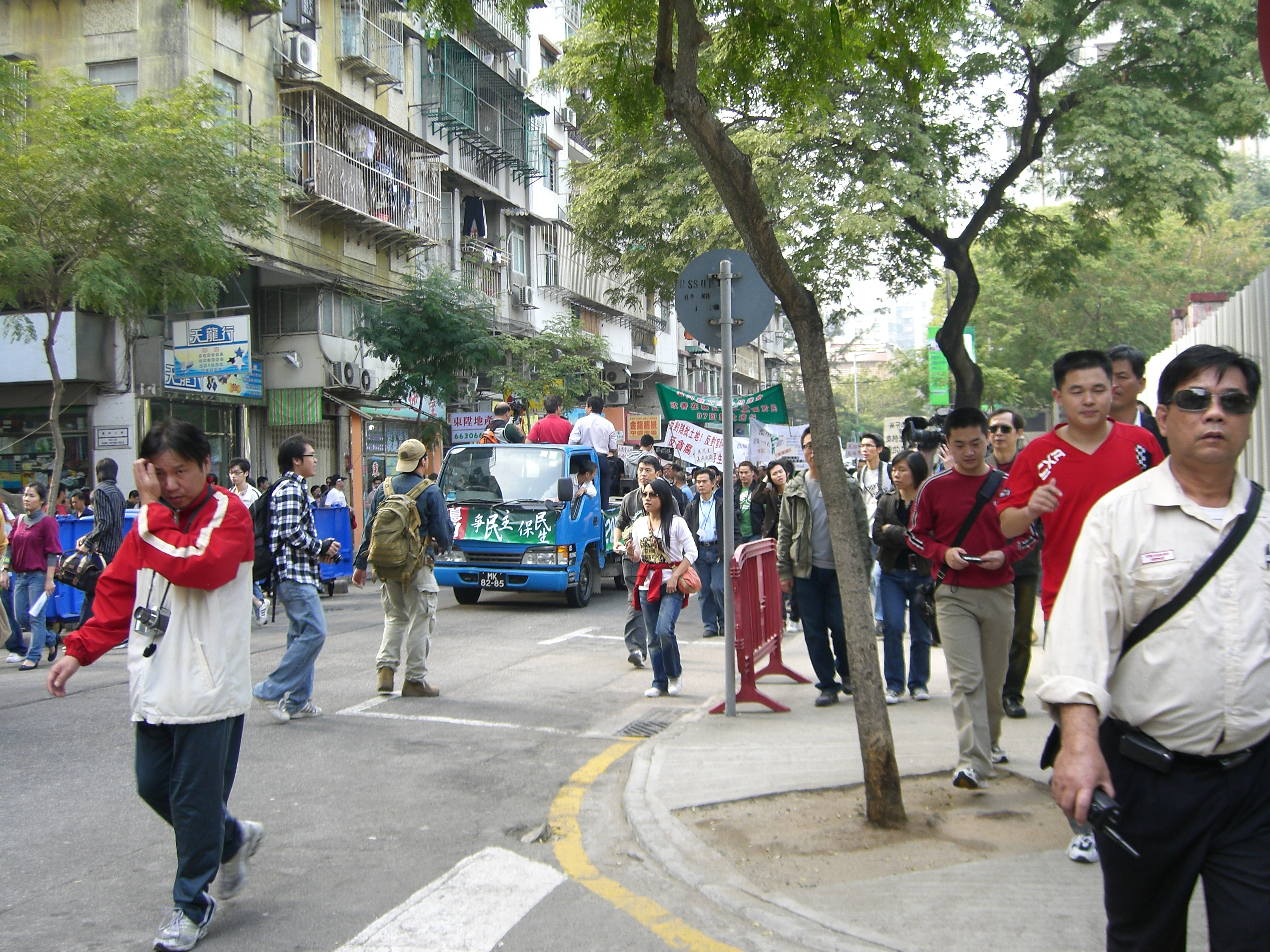
Uma manifestação de protesto, decorrida no dia 20 de Dezembro de 2007.

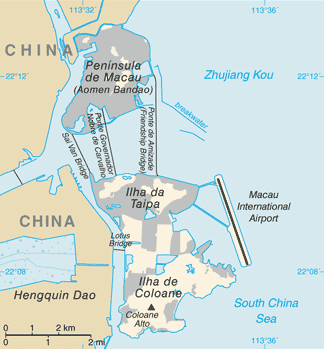
Mapa actual da RAEM.

| 2001 | - Fim do monopólio da STDM. Início da liberalização parcial do sector do Jogo, permitindo a entrada regulada de novos competidores, alguns deles norte-americanos, para este sector. - Ocorreram as primeiras eleições legislativas desde o estabelecimento da RAEM. - Foi realizado o Censos 2001 |
| 2003 | - Foi realizado a 50ª edição anual do Grande Prémio de Macau. - Foi ordenado o primeiro Bispo natural de Macau (e segundo de etnia chinesa) da Diocese de Macau, D. José Lai Hung-seng. |
| 2004 | - Edmund Ho foi novamente nomeado como segundo Chefe do Executivo da RAEM. - A inauguração da Ponte de Sai Van, a terceira ponte a ligar a Península de Macau à Taipa, no dia 19 de Dezembro. |
| 2005 | - As receitas envolvidas no Jogo em Macau ultrapassaram pela primeira vez as de Las Vegas (cada uma com cerca de 5,6 mil milhões de dólares americanos). - No dia 15 de Julho, o Centro Histórico de Macau foi inscrito na Lista do Património Mundial da Humanidade da UNESCO e designado como o 31º sítio do Património Mundial da China. - Macau organizou os 4º Jogos da Ásia Oriental. - Ocorreram novas eleições legislativas. |
| 2006 | - Foi realizado o Intercensos 2006. - A população total de Macau ultrapassou os 500 mil habitantes. - O número de entradas anuais de turistas ultrapassou a fasquia dos 20 milhões. - O PIB e o PIB per capita de Macau ultrapassaram, respectivamente, os 14 mil milhões e os 28 mil dólares americanos. - Macau organizou os 1º Jogos da Lusofonia. - Ao Man Long, o então Secretário para os Transportes e Obras Públicas, foi detido, no dia 6 de Dezembro, por ter cooperado em casos de corrupção e em actividades financeiras ilegais. |
| 2007 | - Macau organizou os 2º Jogos Asiáticos em Recinto Coberto. - Occorreram nos dias 1 de Maio e 20 de Dezembro grandes manifestações antigovernamentais. - As receitas brutas no sector do Jogo ultrapassaram pela primeira vez os 10 mil milhões de dólares americanos. |
| 2008 | - No dia 30 de Janeiro, Ao Man Long foi condenado pelo Tribunal de Última Instância da RAEM a uma pena em cúmulo jurídico de 27 anos de prisão por 57 crimes. |
| 2009 | - Ocorreram novas eleições legislativas - No dia 20 de Dezembro, que coincidiu com a celebração dos 10 anos da transferência de soberania e da fundação da RAEM, Fernando Chui Sai-on tornou-se no actual e terceiro Chefe do Executivo de Macau, substituindo Edmund Ho Hau-wah. |